# Pont de Liantuo
Le pont de Liantuo ou pont de Sanxia Liantuo (chinois simplifié : 三峡莲沱大桥 ; chinois traditionnel : 三峽蓮沱大橋 ; pinyin : Sānxiá Liántuó dàqiáo) est un pont situé dans le village de Liantuo, près de la ville de Yichang, dans la province de Hubei en Chine. Il est établi sur l'embouchure d'un affluent du Yangzi Jiang, en aval du barrage des Trois-Gorges et en amont du barrage de Gezhouba.

## Description
L'ouvrage est un pont en arc qui intègre l'autoroute provinciale 334, desservant le barrage des Trois-Gorges dans la ville de Sandouping, la société CGGC (China Gezhouba Group Corporation) gère l'ensemble du projet comprenant le barrage ainsi que les infrastructures liées comme cette autoroute. Il mesure 341,94 m au total avec deux viaducs d'accès de respectivement 98,8 m et 112,8 m. La travée centrale est composée de deux arches jumelées de 114 m d'ouverture de type CFST (tubes d'acier remplis de béton; concrete filled steel tubes en anglais), chacune possédant des tubes doublés sur la hauteur de 1,20 m de diamètre.

## Construction[1]
Les arches furent conçues en usine et livrées en tronçons d'environ 10,80 m de longueur pour pouvoir assurer leur transport par camion, ce choix de préfabrication aurait permis un gain de temps et une meilleure précision face à une fabrication in situ. La mise en place de ces arches consiste en une méthode originale appelée positionnement par hissage avec système derrick (standing derrick hoisting method). Les tronçons des arches sont assemblés au sol en deux demi-arches indépendantes, au droit de leur emplacement définitif, mais positionnés de façon à pouvoir être relevées autour d'une articulation en pied d'arche, sur les massifs d'ancrage. Des mâts verticaux provisoires (derrick) de 35 m de hauteur installés sur les massifs d'ancrage de l'arc hissent chaque demi-arches à l'aide de treuil de 100 KN et d'un système de poulies de renvoi (cf schéma). Cette méthode demande une grande précision quant à la position de l'articulation en pied d'arc et à l'assemblage général des tronçons afin que la fermeture des deux demi-arches puisse être correctement réalisée, la stabilité globale de l'ensemble tient également compte de ces précautions.
Ces mâts sont constitués de tubes d'acier de 800 mm de diamètre et de 16 mm d'épaisseur qui furent réutilisés pour la structure du pont une fois les arches assemblées, générant ainsi une économie supplémentaire.
Les éléments sont les suivants :
- 1- Treuil
- 2- Câble de hissage
- 3- Mât provisoire (derrick)
- 4- Massif d'ancrage
- 5- Articulation

Schéma de la mise en place d'une demi-arche principale

- 6- Demi-arche en position intermédiaire
- 7- Position initiale de la demi-arche
- 8- Position finale de la demi-arche

Le remplissage de béton a été effectué par pompe dans des cheminées placées environ tous les 10 mètres le long de l'arche, à raison de 12 m3/h. Cela aura nécessité 1 881 m3 de béton légèrement expansif de 50 MPa de résistance en compression dont 260 m3 de béton renforcé à l'aide de fibres d'acier, ces dernières contribuent à empêcher l'apparition de micro-fissures qui diminuent la résistance du béton. Le tube inférieur fut rempli en premier et le second tube, ainsi que la partie intermédiaire entre les deux tubes furent remplis dans un second temps, lorsque le béton dans le premier tube a atteint 75 % de sa résistance finale pour ne prendre aucun risque quant à la stabilité de l'ouvrage et pour éviter un affaissement trop important de l'arche sous le poids du béton, la flèche maximale admissible en tête d'arc (déplacement relatif de l'arc) étant de 25 mm.
La poussée horizontale induite par les deux demi-arches des viaducs d'accès est reprise par 16 câbles ancrées aux extrémités de celle-ci, reprenant un effort total de 1 860 MPa.

## Sources et références
1. ↑  P. K. K. Lee, Structures in the new millennium, Balkema, Rotterdam, 1997, 688 p. (ISBN 90-5410-898-3, lire en ligne), consultable sur Books.google.fr (en), p.499, 500 et 501
2. ↑  « Ayez la fibre pour le béton ! », sur creargos.com (consulté le 29 mars 2010).